# Paavo Rantanen

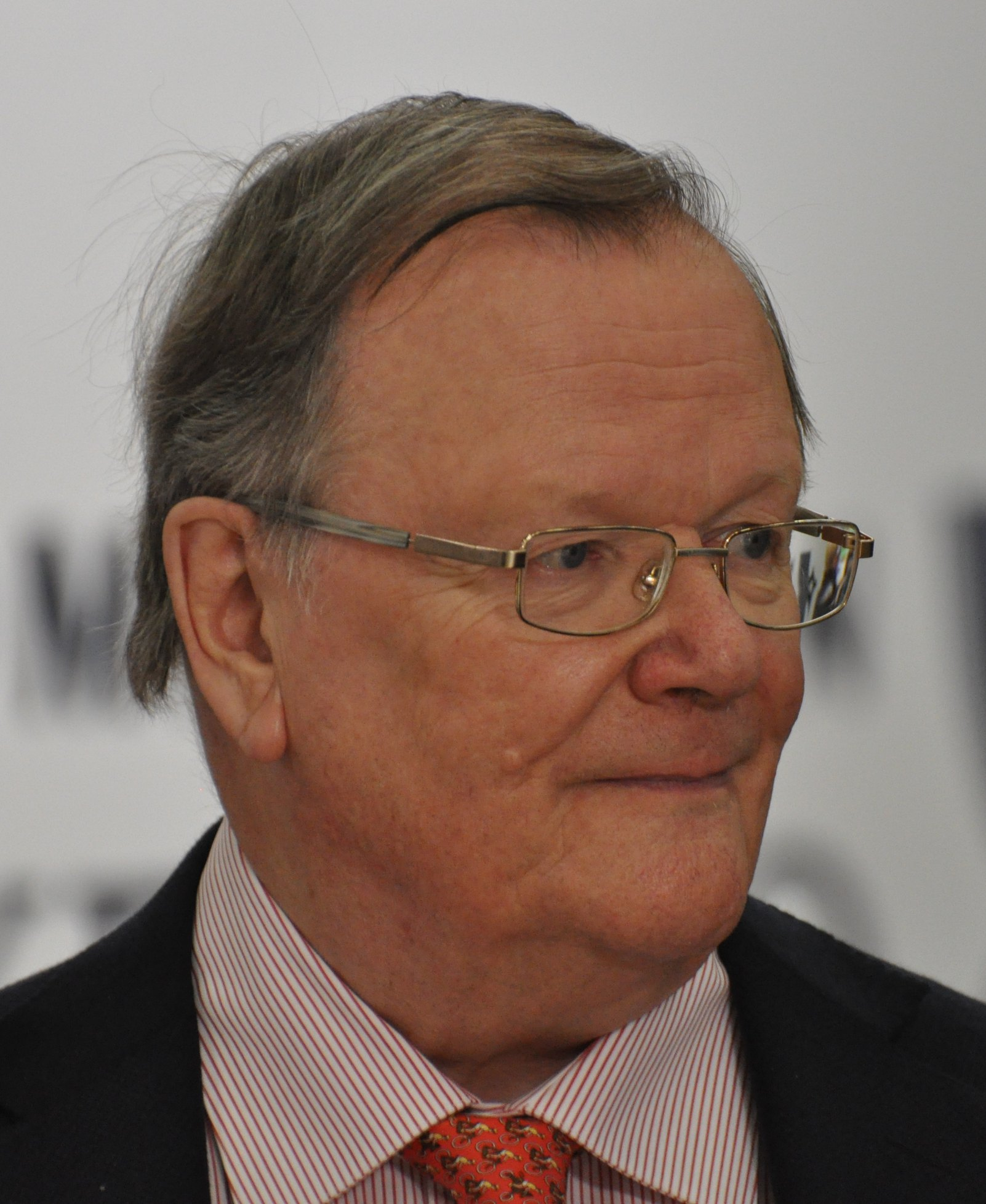
Paavo Rantanen (2012)

Paavo Ilmari Rantanen, född 28 februari 1934 i Jyväskylä, Finland, var under en 70 dagars period Finlands utrikesminister år 1995. Hans företrädare Heikki Haavisto avgick på grund av sjukdom. Rantanen hade tidigare arbetat som ambassadör i USA och tjänsteman vid utrikesministeriet.

## Utmärkelser
- Österrikiska republikens förtjänstorden i guld,  1961[1]
- Order of the Yugoslav flag with a golden star,  1964[1]
- Riddartecknet av I klass av Finlands Lejons orden,  1968[1]
- Kommendör av Leopoldsorden,  1974[1]
- Kommendörstecknet av Finlands Lejons orden,  1975[1]
- Storriddare med stjärna av Isländska falkorden,  1977[1]
- Storkorset av den medborgerliga förtjänstorden,  1978[1]
- Förbundsrepubliken Tysklands förtjänstorden – stora kommendörskorset med stjärna och axelrem,  1979[1]
- Kommendör med kraschan av Sankt Olavs orden,  1980[1]
- Kommendörstecknet av I klass av Finlands Lejons orden,  1980[1]
- Kommendör av Nationalförtjänstorden,  1980[1]
- Militärens förtjänstmedalj,  1980[1]
- Gorkha Dakshina Bahu-orden,  1990[1]

[Redigera Wikidata]